# 595 (tal)
595 är det naturliga heltal som följer 594 och följs av 596.

## Matematiska egenskaper
- 595 är ett udda tal.
- 595 är ett sammansatt tal.
- 595 är ett defekt tal.
- 595 är ett palindromtal i det decimala talsystemet.
- 595 är ett Sfeniskt tal.
- 595 är ett Triangeltal.
- 595 är ett Pentadekagontal.
- 595 är ett Centrerat nonagontal.

## Inom vetenskapen
- 595 Polyxena, en asteroid.